# Пак Чи У
Пак Чи У (кор. 박지우; англ. Park Ji-woo; род. 27 октября 1998 года, Ыйджонбу Корея) — корейская конькобежка, участница зимних Олимпийских игр 2018 и  2022 годов, 5-кратная бронзовый призёр чемпионата четырёх континентов, 15-кратная чемпионка Кореи и 14-кратная призёр. Выступает за команду мэрии Канвондо.

## Биография
Пак Чи У родилась в Ыйджонбу, недалеко от границы с северной Кореей, где и начала кататься на коньках в качестве хобби. После поступления в начальную школу, по рекомендации тогдашнего руководителя ледовой площадки, в возрасте 7-ми лет начала заниматься конькобежным спортом на катке Нокян-дон в Ыйджонбу. Она не очень хорошо каталась с самого начала, но постепенно набиралась опыта.  Уже через год она стала участвовать в своих первых соревнованиях, а в 2011 году добилась первых крупных успехов, выиграв Кубок Кореи среди юниоров.
В 2013 году на Национальном чемпионате Кореи среди юниоров она выиграла звание чемпионки в сумме многоборья. На 94-м Национальном фестивале по зимним видам спорта выиграла дистанции 1500 и 3000 метров. В 2014 году дебютировала на чемпионате мира среди юниоров и выиграла серебро в командной гонке, а через год вновь стала второй в командной гонке преследования и третьей в забеге на 1500 метров. Кроме того Пак успешно выступала на юниорском Кубке мира, неоднократно поднимаясь на высшую ступень. 
В конце 2015 года она впервые попала на подиум чемпионата Кореи среди взрослых, заняв 3-е место в забеге на 3000 метров и в январе 2016 года 2-е место в абсолютном зачёте. Продолжила в феврале уверенной победой на дистанциях 1500 и 3000 метров на 96-м Национальном фестивале по зимним видам спорта и в многоборье среди юниоров. Следом на зимних юношеских Олимпийских играх в Хамаре стала чемпионкой на дистанции 1500 метров и в масс-старте. На чемпионате мира среди юниоров в марте выиграла две серебряные медали в забеге на 3000 метров и в командной гонке, а также бронзовую в многоборье.
2017 год был также насыщенным, в котором она дебютировала на чемпионате мира на отдельных дистанциях в Канныне, где заняла 5-е место в командной гонке. Позже участвовала на зимних Азиатских играх в Обихиро, выиграв серебро в командной гонке. На национальном уровне результаты были успешными. Серебро в многоборье на чемпионате Кореи, золото в забегах на 1500 и 3000 метров на 98-м Национальном фестивале по зимним видам спорта и т.д. Ещё через год первенствовала на всех национальных турнирах от юниоров до взрослых. 
На своих первых домашних зимних Олимпийских играх в Пхёнчхане Пак заняла 8-е место в командной гонке После этого была создана петиция для дисквалификации из команды и отстранения из Национального университета Пак Чи У и Ким Бо Рым. и 9-е в масс-старте. В феврале 2019 года на чемпионате мира на отдельных дистанциях в Инцелле Пак Чи У заняла 21-е место в масс-старте и 6-е в командном спринте. На 100-м Национальном фестивале по зимним видам спорта завоевала четыре золотые медали на всех гонках, где участвовала. В феврале 2020 года на первом чемпионате четырёх континентов в Милуоки выиграла две бронзы в беге на 1500 метров и в масс-старте. 
На чемпионате мира на отдельных дистанциях в Солт-Лейк-Сити она заняла 12-е место в масс-старте. В сезоне 2020/21 из-за пандемии коронавируса участвовала успешно в национальных соревнованиях. В феврале 2022 года на зимних Олимпийских играх в Пекине из-за отказа белорусской спортсменки в забеге на 1000 метров, она заменила её, хотя первоначально должна была бежать только в масс-старте и заняла 30-е место, а в масс-старте через несколько дней заняла 26-е место. В марте Корейская федерация ледового спорта отказалась от участия в чемпионате мира из-за начала военных действии на Украине. 
В декабре 2022 года на очередном чемпионате четырёх континентов в Квебеке Пак Чи У завоевала бронзовые медали в масс-старте и в командной гонке. В январе 2023 года на зимней Универсиаде в Лейк-Плэсиде выиграла золотую медаль в забеге на 1500 метров, побив рекорд трассы в 2:04,41 сек. Она также стала серебряным призёром на дистанции 3000 метров и в командной гонке, а в масс-старте заняла 4-е место. В марте на чемпионате мира на отдельных дистанциях в Херенвене заняла 16-е место в масс-старте. 
В 2024 году участвовала на чемпионате мира на отдельных дистанциях в Калгари, где  финишировала 11-й в масс-старте, а следом на чемпионате мира в классическом многоборье в Инцелле заняла 22-е место. В конце октября 2024 года на чемпионате Кореи Пак выиграла свои коронные дистанции 1500 и 3000 метров и отобралась на участие в Кубке мира на сезон 2024/25. В ноябре на чемпионате четырёх континентов в Хатинохе вновь поднялась на 3-е место в масс-старте.

## Личная жизнь и семья
Пак Чи У окончила Корейский национальный университет спорта в Сеуле в степени бакалавра на факультете физического воспитания. Увлекается фотографией. У неё есть старший брат Пак Ки Ун, который представлял Республику Корея в конькобежном спорте на чемпионате мира среди юниоров 2016 года в Чанчуне.